# Megastomatohyla pellita
La rana de árbol oaxaqueña (Megastomatohyla pellita) es una especie de anfibio de la familia Hylidae y es endémica de la Sierra Madre del Sur de Oaxaca, México1.

## Clasificación y descripción de la especie
Es una rana de la familia Hylidae del orden Anura. Es de talla pequeña. Los machos llegan a medir 27.3, mientras que las hembras . La cabeza es casi tan ancha como el cuerpo. Carecen de tímpano, hocico moderadamente largo. Las extremidades son moderadamente largas y delgadas. El renacuajo de esta especie se caracteriza por poseer varias hileras de dientes, 7 hileras en la parte superior de la mandíbula y 10 en la parte inferior. El dorso es de amarillo bronceado a café pálido, con manchas café rojizas, verde olivo o café olivo en el cuerpo; manos, pies y superficie anterior y posterior de las piernas, amarillo mate, con barras transversales verde olivo o café 3,4.

## Distribución de la especie
Endémica de México, se conoce solo para dos localidades en la Sierra Madre del Sur de Oaxaca2.

## Ambiente terrestre
Vive entre 1,200 y 1,700 m s. n. m. en los arroyos del bosque mesófilo de montaña. Sus hábitats naturales son los montanos secos y los ríos1.

## Estado de conservación
Se considera como Sujeta a Protección Especial (Norma Oficial Mexicana 059) y críticamente amenazada en la lista roja de la UICN por la destrucción de su hábitat natural.